# Abdurrahim El-Keib
Abdurrahim Abdulhafiz El-Keib, (em árabe عبد الرحيم عبد الحفيظ الكيب; ou Abdel Rahim AlKeeb, ou Abdul Raheem Al-Keeb,) (Trípoli, 1950 — 21 de abril de 2020) foi um político líbio, professor de engenharia elétrica, e empresário, que serviu como primeiro-ministro interino da Líbia entre partir de 24 de novembro de 2011 e 14 de novembro de 2012, nomeado pelo Conselho Nacional de Transição (CNT) após a Guerra Civil Líbia.

## Biografia
Em 1973, graduou-se em engenharia elétrica pela Universidade de Trípoli; em 1976, obteve o título de Mestre pela Universidade do Sul da Califórnia; em 1984, concluiu o doutorado pela Universidade do Estado da Carolina do Norte; em 1985, passou a autuar como professor na Universidade do Alabama, durante sua carreira acadêmica supervisionou muitas teses de mestrado e doutorado, publicou numerosos trabalhos de pesquisa e atuou como consultor na Companhia Elétrica do Alabama e outras empresas. Integrou o Conselho de Administração da Fundação Árabe de Ciência e Tecnologia entre 2001 e 2007; integrou o Painel de Ciência e Tecnologia do Banco de Desenvolvimento Islâmico, foi membro Senior do IEEE, integrou o Conselho Editorial Consultivo do Instituto Coreano de Engenheiros Elétricos.
Em 31 de outubro de 2011, foi escolhido como Primeiro-Ministro da Líbia pelo Conselho Nacional de Transição (CNT), numa votação na qual obteve 26 votos em um universo de 51 votantes, na qual derrotou o então Ministro do Petróleo Ali Tarhouni, que era considerado por analistas como o favorito para o cargo.
Morreu no dia 21 de abril de 2020 em decorrência de um ataque cardíaco.